# Пончо

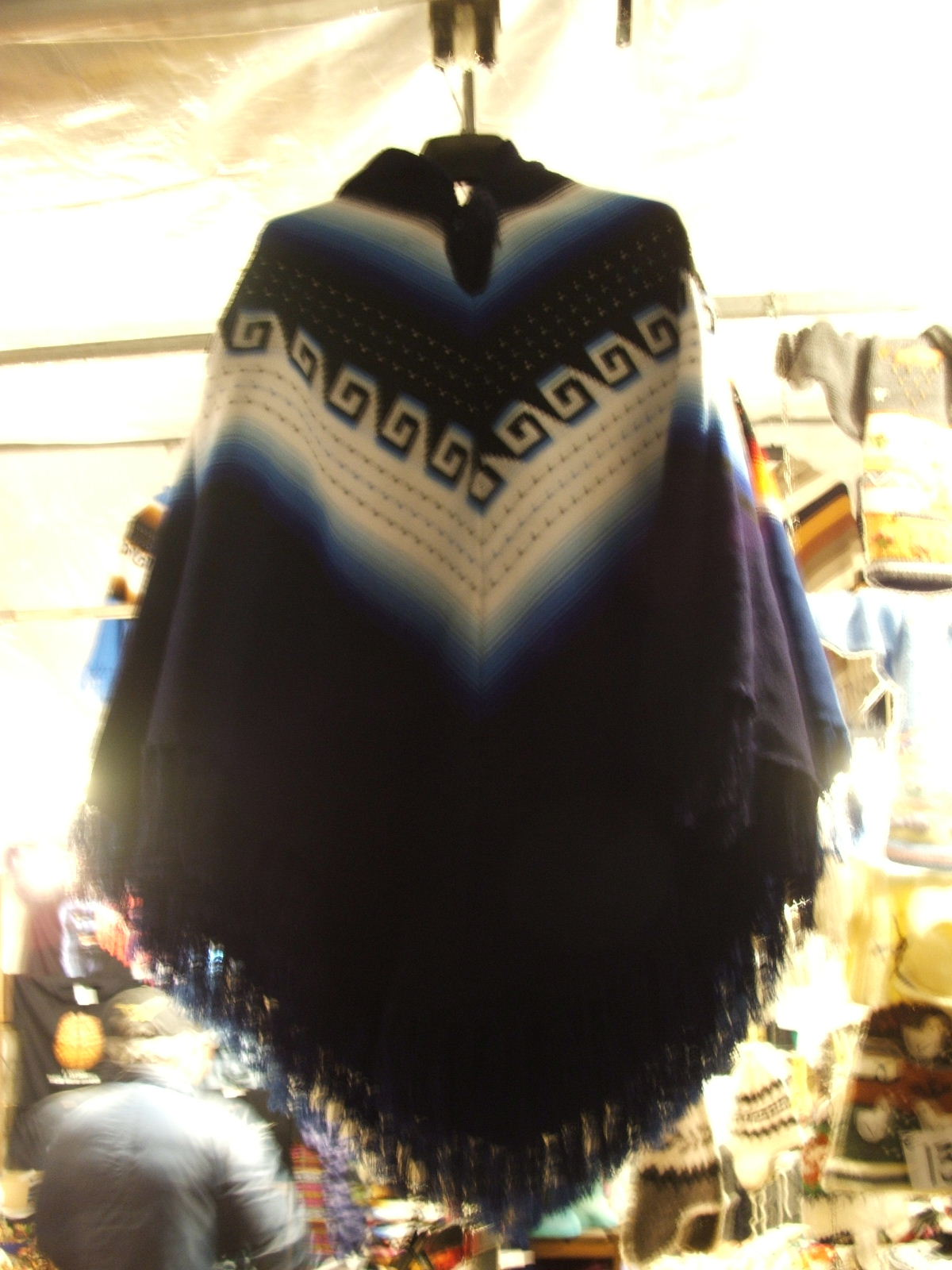
Андское пончо

Пончо (исп. poncho, заимствование из арауканского языка, кечуа или мапудунгун) — латиноамериканская традиционная верхняя одежда в форме большого прямоугольного или квадратного куска ткани с отверстием для головы посередине.

## История

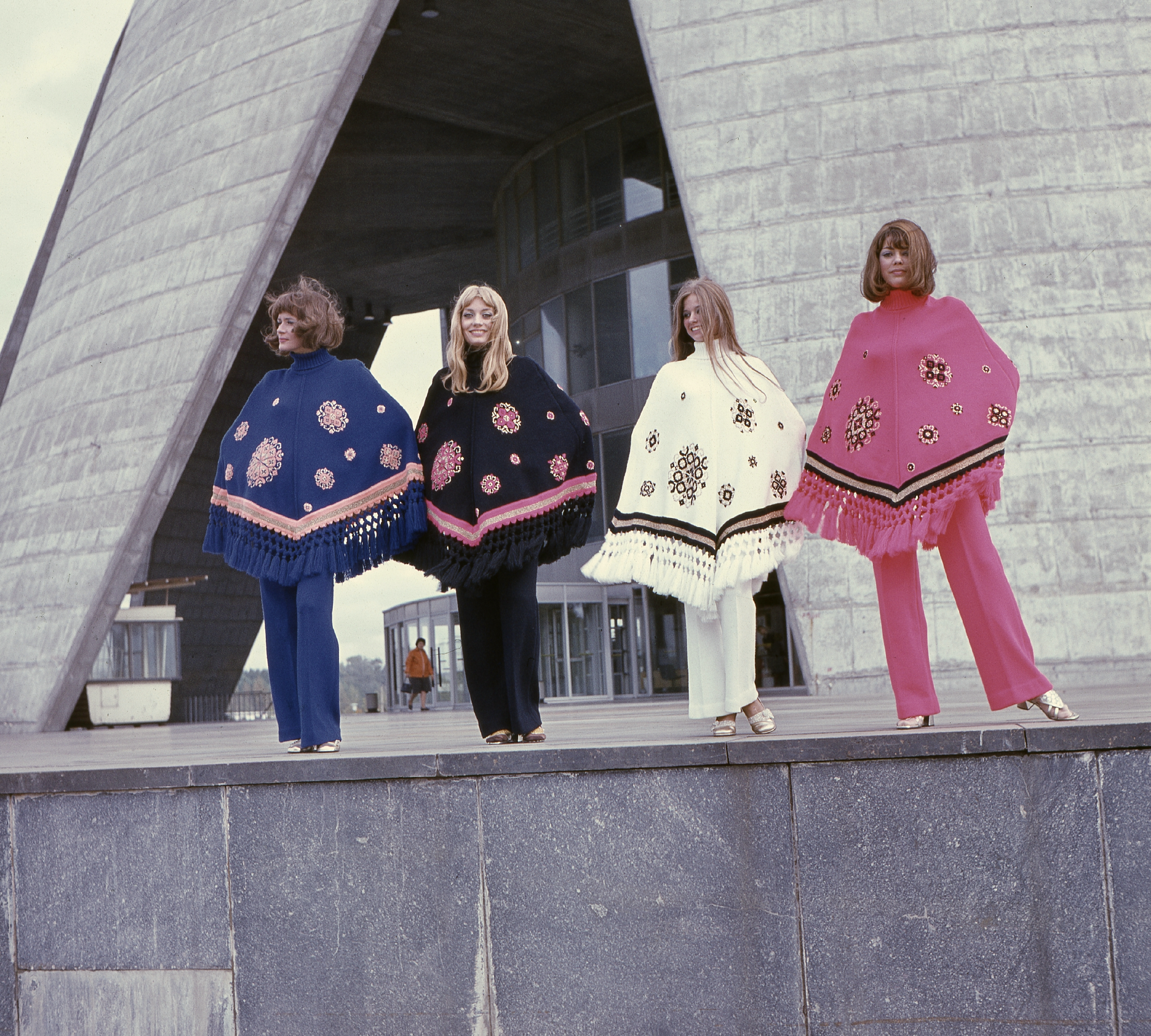
Модели 1973 года в пончо. Останкино, Москва

Считается, что впервые пончо появилось ещё до эпохи испанского владычества в индейском племени мапуче (Чили, Патагония), хотя, по другим данным, оно широко использовалось и в империи инков Тауантинсуйу. Эта типичная одежда для жителей Анд различалась по цвету и отделке от местности к местности.

Модельеры позаимствовали этот традиционный атрибут одежды Южной Америки в 1960-х годах. Современный вариант пончо уже мало что имеет общего со своим оригинальным вариантом. Пожалуй, сохранились только неизменное отверстие для головы и отсутствие рукавов.

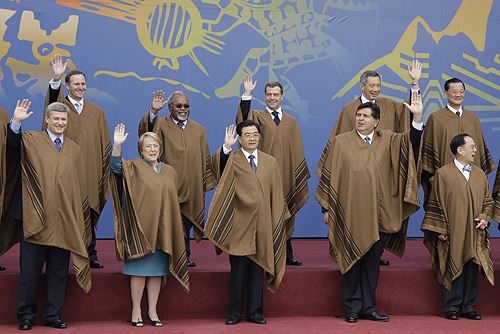
Участники форума АТЭС в 2008 году, Лима (Перу)
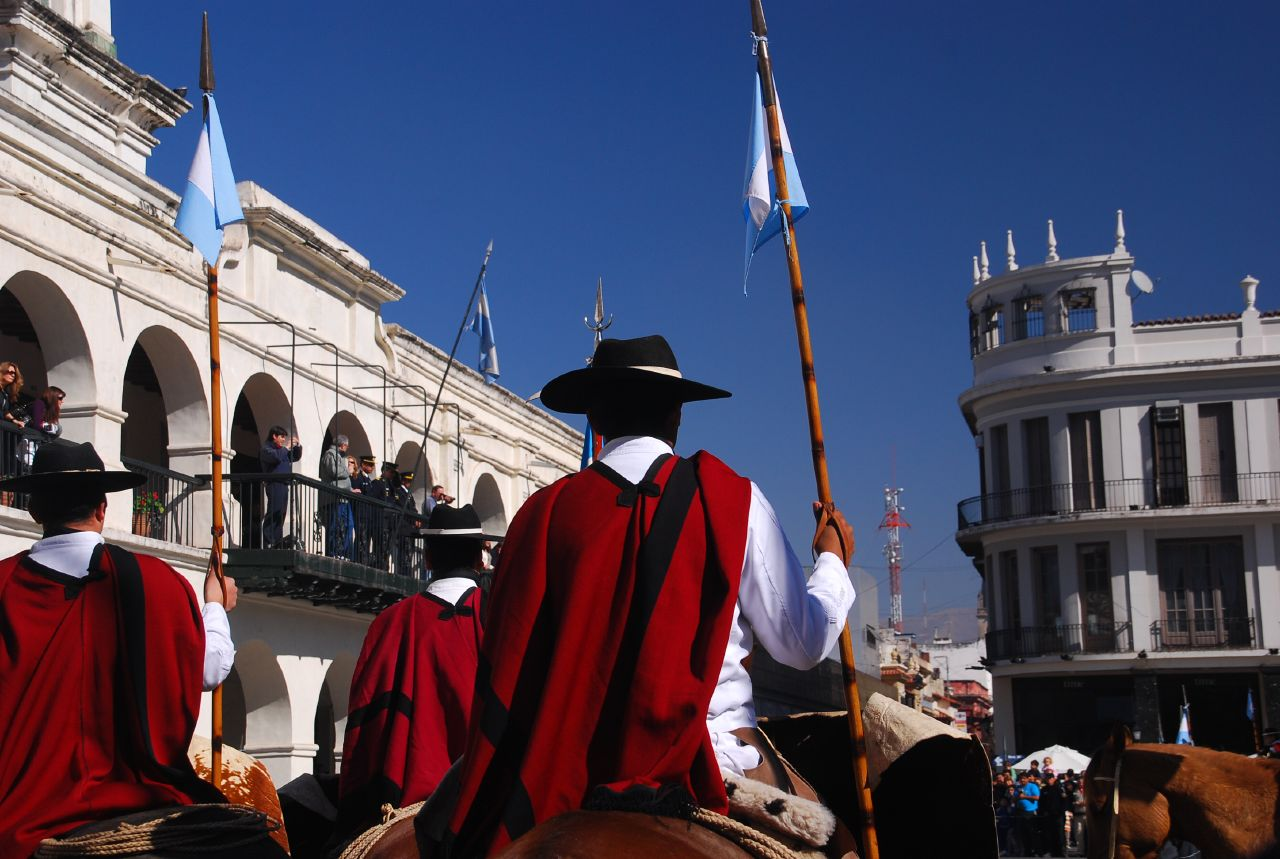
Гвардейцы[исп.] на параде в Сальте, Аргентина, 2008 год
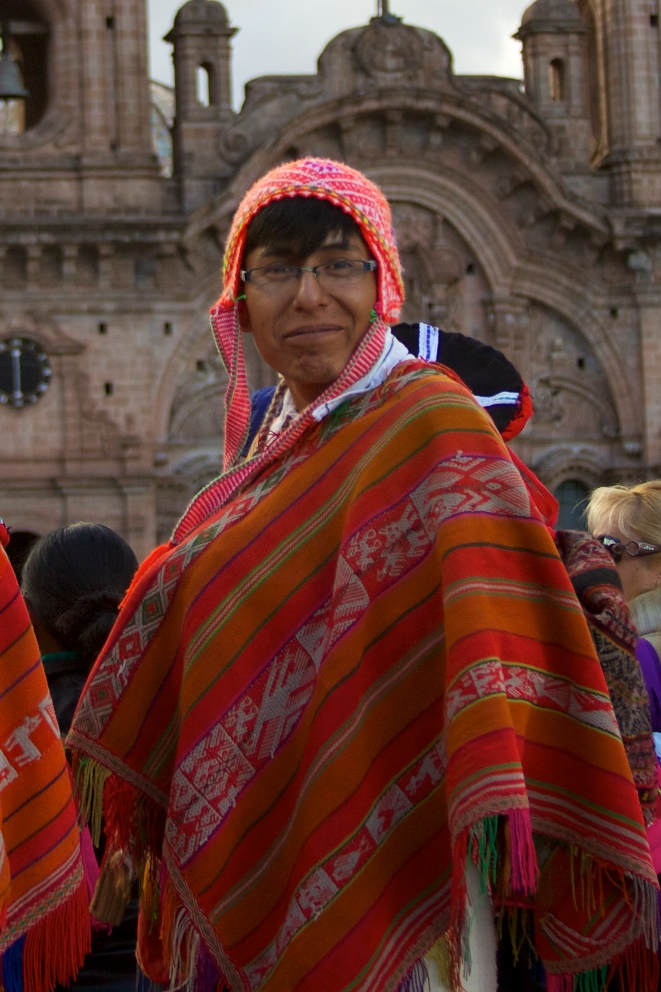
Перуанец в пончо. Куско. 2012 год
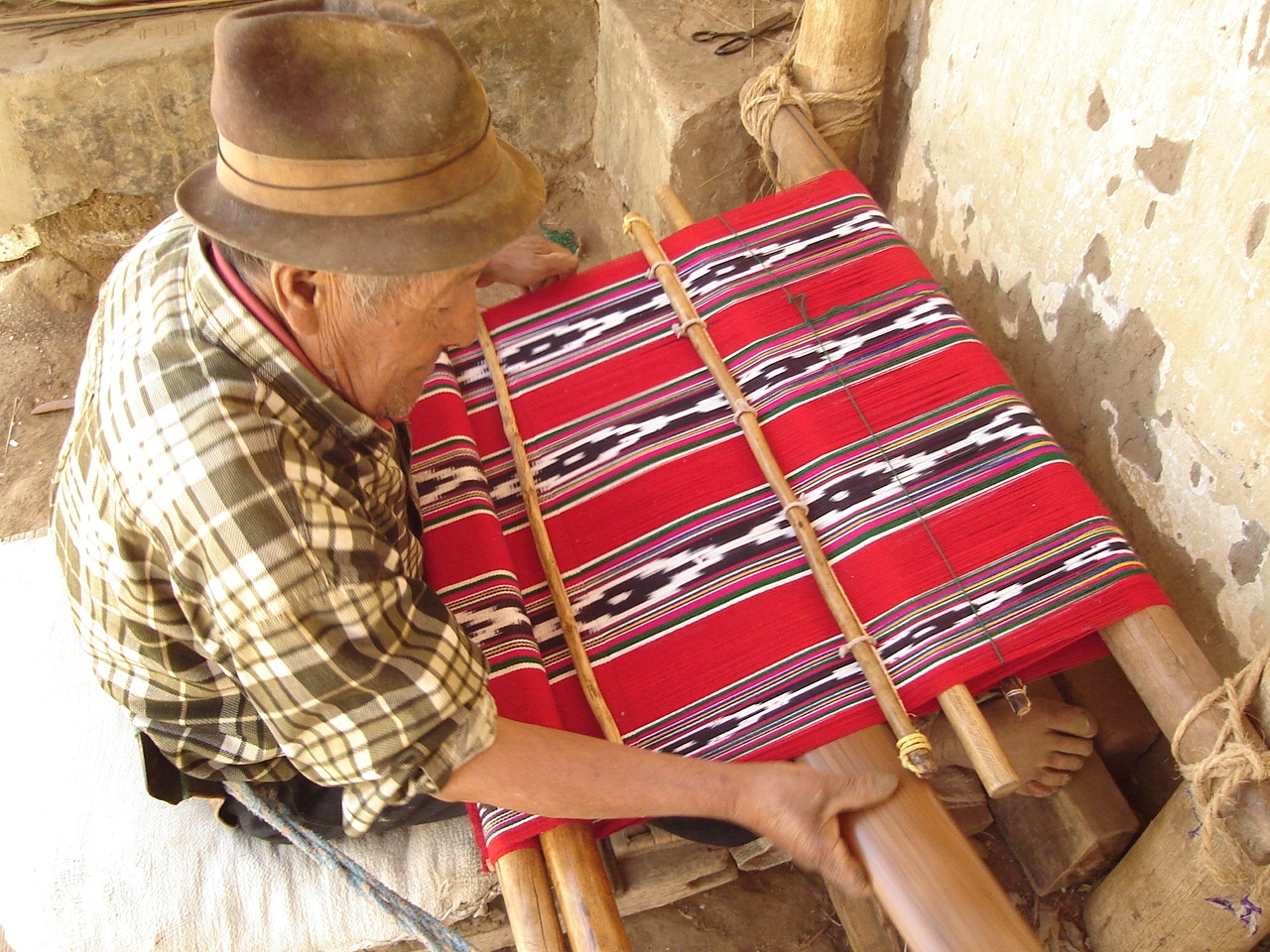
Ткач изготавливает пончо

## Типы пончо
В своей простейшей форме пончо представляет собой по существу один большой лист ткани с отверстием в центре, для головы, и часто он имеет дополнительный кусок ткани, служащий капюшоном. Непромокаемые пончо обычно снабжены застежками, закрывающими бока, когда пончо накинуто на тело, с отверстиями для рук; многие из них имеют капюшоны, прикрепленные для защиты от ветра и дождя.
Альтернативные пончо теперь разрабатываются как модные вещи. Они имеют одинаковую форму, но из разных материалов. Они предназначены для того, чтобы выглядеть модно и обеспечивать тепло, оставаясь при этом дышащими и удобными, вместо защиты от ветра и дождя. Они часто делаются из шерсти или пряжи, вяжутся спицами или крючком. Пончо с праздничным рисунком или цветами можно носить и на специальных мероприятиях.